# Ahvenjärvi (Jukkasjärvi socken, Lappland, 748927-176494)
Ahvenjärvi är en sjö i Kiruna kommun i Lappland och ingår i Kalixälvens huvudavrinningsområde.